# الكأس السلطانية 1918
كَأْسُ السُّلْطَانِ حُسَين 1918 هي النُّسْخة الثَّانِيَة من بُطولة كَأْس السُّلْطان حُسَين. لُعبت البُطولة في عام 1918، وفاز بها فَريق مُستَوْدع قَاعِدة سِلاح الرَّشَّاش.

## المباريات
الدور الأول

الإسكندرية
| 9 ديسمبر 1917 1 | نادي النجم الأحمر | 3–0   | نادي الزهور الرياضي | الإسكندرية              |
|                 |                   | تقرير |                     | الملعب: ملعب سينما عباس |

القاهرة
| 12 ديسمبر 1917 1 | نادي الزمالك   | 2–0   | R.F.A | القاهرة |
|                  | يوسف محمد صديق | تقرير |       |         |

الدور الثاني
| 16 ديسمبر 1917 1 | المستشفى العام رقم 27        | 6–0   | المستشفي النصرية | القاهرة                               |
|                  | تاتلرسول (2) رش (2) إلنج (2) | تقرير |                  | الملعب: ملعب نادي المختلط الحكم: رولف |